# تپه گلما
تپه گلما در شهرستان خرم‌آباد، بخش پاپی، دهستان کشور، ۴/۶ کیلومتری غرب روستای مرگ سر واقع شده و این اثر در تاریخ ۲۸ اسفند ۱۳۸۵ با شمارهٔ ثبت ۱۸۵۷۹ به‌عنوان یکی از آثار ملی ایران به ثبت رسیده است.